# Galapian
Pour les articles homonymes, voir Galapian (homonymie).
Galapian est une commune du Sud-Ouest de la France située dans le département de Lot-et-Garonne en région Nouvelle-Aquitaine. 

## Géographie

### Localisation
La commune est située dans le pays de Serres à 8 km à l'est d'Aiguillon en Agenais.

### Communes limitrophes
Les communes limitrophes sont  Aiguillon, Bazens, Bourran, Lagarrigue, Port-Sainte-Marie et Saint-Salvy.
| Aiguillon         | Bourran  |             |
| Lagarrigue        | Galapian | Saint-Salvy |
| Port-Sainte-Marie | Bazens   |             |

### Géologie et relief
La superficie de la commune est de 925 hectares ; son altitude varie de 44  à   180 mètres. Le bourg de Galapian est situé à une altitude d'environ 125 mètres, sur un long éperon qui descend en pente douce vers le nord, depuis le plateau jusqu'à la vallée du Lot ; la couche de calcaire de l’Agenais (Miocène) affleure dans le haut du bourg ; en contrebas de celui-ci, s’étendent les terreforts argilo-calcaires.

#### Météorites
Galapian a été, à deux reprises, le point de chute de météorites :
- une première fois, le 5 septembre 1814, date à laquelle Agen et ses environs furent atteints par une pluie de météorites. La seule victime à Galapian fut un bœuf attendant d’être ferré à la forge du village[3] ;
- une seconde météorite, officiellement enregistrée sous le nom de Galapian, est tombée le 19 mai 1826. Il s’agit d’une chondrite de type H6[4],[5].

### Hydrographie
Le territoire de la commune est traversé, à l'est du bourg, par le ruisseau de Labernède, alimenté par le lac de Ganet, ainsi que par le ruisseau de Lagravette, dont la source est proche de l'ancien lavoir, en contrebas et à l'ouest du bourg. Tous deux sont affluents du Tort, sous-affluent du Lot par le Chautard. Le ruisseau de Malagagne, affluent du Lot, marque à l'ouest la limite de la commune de Galapian avec la commune limitrophe de Lagarrigue.

### Climat
Pour des articles plus généraux, voir Climat de la Nouvelle-Aquitaine et Climat de Lot-et-Garonne.
Historiquement, la commune est exposée à un climat océanique aquitain.  
En 2020, Météo-France publie une typologie des climats de la France métropolitaine dans laquelle la commune est exposée à un climat océanique altéré et est dans la région climatique Aquitaine, Gascogne, caractérisée par une pluviométrie abondante au printemps, modérée en automne, un faible ensoleillement au printemps, un été chaud (19,5 °C), des vents faibles, des brouillards fréquents en automne et en hiver et des orages fréquents en été (15 à 20 jours).
Pour la période 1971-2000, la température annuelle moyenne est de 13,3 °C, avec une amplitude thermique annuelle de 15,1 °C. Le cumul annuel moyen de précipitations est de 669 mm, avec 9 jours de précipitations en janvier et 5,7 jours en juillet. Pour la période 1991-2020, la température moyenne annuelle observée sur la station météorologique la plus proche, située sur la commune de Prayssas à 8 km à vol d'oiseau, est de 13,9 °C et le cumul annuel moyen de précipitations est de 815,5 mm,. Pour l'avenir, les paramètres climatiques de la commune estimés pour 2050 selon différents scénarios d'émission de gaz à effet de serre sont consultables sur un site dédié publié par Météo-France en novembre 2022.

## Urbanisme

### Typologie
Au 1er janvier 2024, Galapian est catégorisée commune rurale à habitat dispersé, selon la nouvelle grille communale de densité à sept niveaux définie par l'Insee en 2022.
Elle est située hors unité urbaine et hors attraction des villes,.

### Occupation des sols

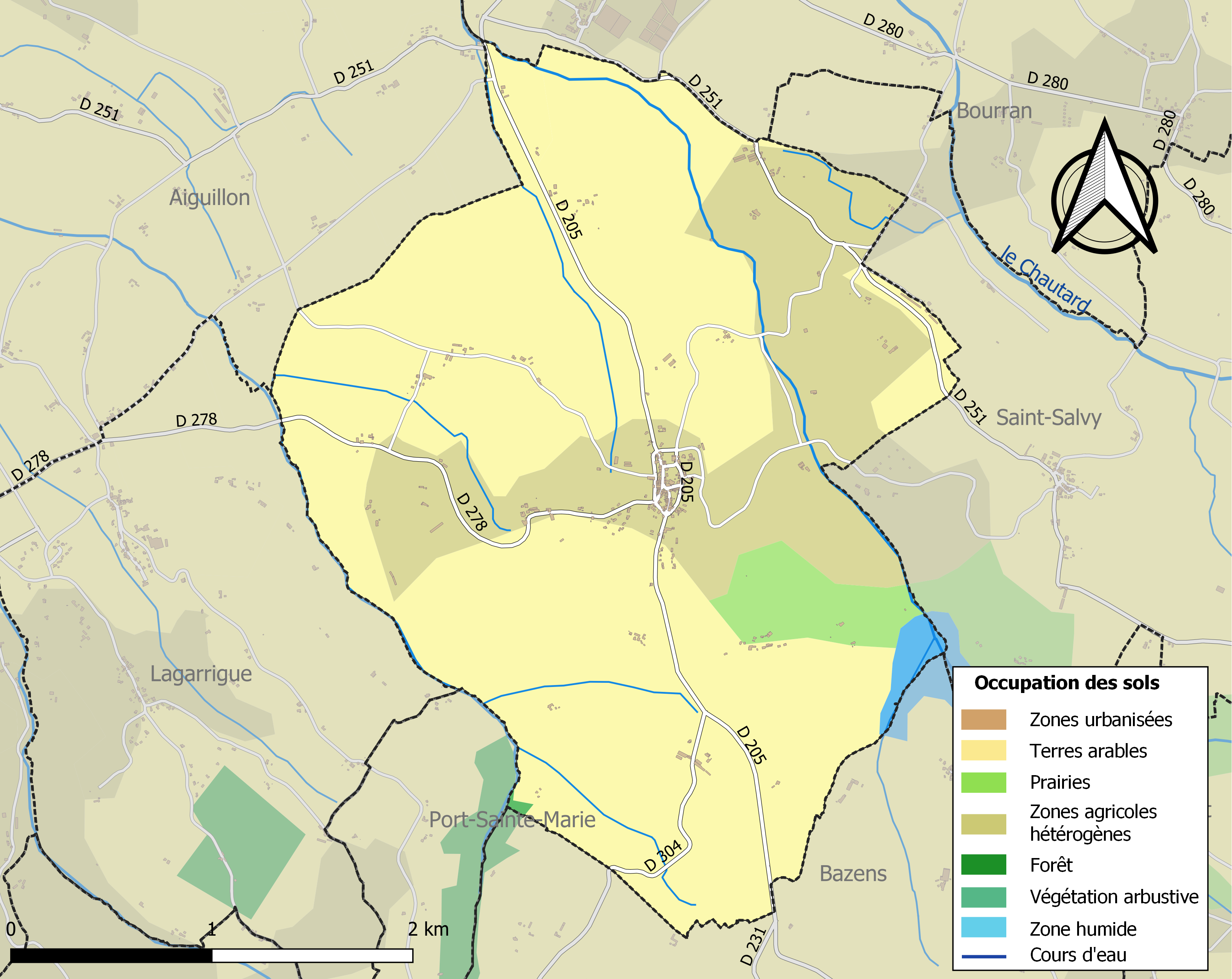
Carte des infrastructures et de l'occupation des sols de la commune en 2018 (CLC).

L'occupation des sols de la commune, telle qu'elle ressort de la base de données européenne d’occupation biophysique des sols Corine Land Cover (CLC), est marquée par l'importance des territoires agricoles (99,1 % en 2018), une proportion identique à celle de 1990 (99,1 %). La répartition détaillée en 2018 est la suivante : 
terres arables (69,2 %), zones agricoles hétérogènes (24,7 %), prairies (3,6 %), cultures permanentes (1,6 %), eaux continentales (0,8 %), forêts (0,1 %). L'évolution de l’occupation des sols de la commune et de ses infrastructures peut être observée sur les différentes représentations cartographiques du territoire : la carte de Cassini (XVIIIe siècle), la carte d'état-major (1820-1866) et les cartes ou photos aériennes de l'IGN pour la période actuelle (1950 à aujourd'hui).

### Morphologie urbaine
Outre le bourg, le territoire de la commune comprend une trentaine de lieux-dits : Beauséjour, Belair, Beurret, Bitaubé, Blanchou, Bordeneuve, Capdubos, Caumonts, Chicoy, Conte, Courion, Crabé, Ferly, Guillots, Lagravette, Lamothe-Forêt, Larmande, Lastrilles, Latuque, Lhoste, Marquié, Martet, Michelou, Moulin d'Estieu, Moulin-Glanet, Paillères, Pech, Pompejac, Portail-Rouge, Quintran, Ramon, Rigaud, Rousselet, Roux et Jurquet.
Déjà en 1268, la charte de Galapian s'adressait à « tout homme et toute femme de Galapian et dedans les dexs ». La dispersion de la population a perduré durant les siècles, ainsi que le montre le recensement de 1872, où la population est ventilée par lieu de résidence au sein de la commune, et qui met en évidence l'importance de « l'habitat intercalaire » typique du pays de Serres et de l'Agenais en général. On recense en effet à cette époque 259 habitants sur 592, soit moins de 44 %, résidant au bourg. Les autres habitants se répartissent entre la trentaine de hameaux et d'habitations isolées, parmi lesquels seuls Bitaubé, Crabé, Lamothe-Forêt et Rigauds dépassent la vingtaine d'habitants. Pompejac et Quintran, les deux annexes « historiques » de la paroisse Galapian ne comptaient plus alors qu'un petite dizaine d'habitants.

### Logement
En 2012, le nombre total de logements dans la commune était de 169, alors qu'il était de 128 en 1999.
Parmi ces logements, 82,4 % étaient des résidences principales, 10,9 % des résidences secondaires et 6,7 % des logements vacants. Ces logements étaient pour 94,5 % d'entre eux des maisons individuelles et pour 4,2 % des appartements.
La proportion des résidences principales, propriétés de leurs occupants était de 78,7 %, quasiment comme en 1999 (77,5 %). La part de logements HLM loués vides (logements sociaux) était de 2,9 % contre 0 % en 1999.

### Projets d'aménagements
Galapian dispose d'un plan local d'urbanisme (PLU). Les prévisions budgétaires 2015 prévoient l'affectation de budgets à l'assainissement et la viabilisation des zones déclarées constructibles[réf. nécessaire].

### Voies de communication et transports
Galapian n'est directement desservie par aucune ligne de transport en commun, hormis les bus scolaires et un taxi à destination du marché d'Aiguillon ; plus généralement, Galapian est accessible :
- par les routes départementales : la D 205 qui traverse la commune de nord en sud, la D 278 venant d'Aiguillon et la D 304 venant de Port-Sainte-Marie ;
- par l'autoroute : l'autoroute A62, sortie 6 Aiguillon, à 16 km ;
- par le train : en gare d'Aiguillon, à 8 km, ou en gare de Port-Sainte-Marie, à 7,5 km, par TER Nouvelle-Aquitaine sur la ligne Bordeaux-Toulouse ;
- par l'avion : l'aéroport Agen-La Garenne, à 32 km, ou l'aéroport de Bergerac-Dordogne-Périgord, à 76 km, ou à l'aéroport de Bordeaux - Mérignac, à 123 km (dont 105 km sur autoroute) ou à l'aéroport de Toulouse-Blagnac, à 144 km.

### Risques majeurs
Le territoire de la commune de Galapian est vulnérable à différents aléas naturels : météorologiques (tempête, orage, neige, grand froid, canicule ou sécheresse), mouvements de terrains et séisme (sismicité très faible). Un site publié par le BRGM permet d'évaluer simplement et rapidement les risques d'un bien localisé soit par son adresse soit par le numéro de sa parcelle.
Les mouvements de terrains susceptibles de se produire sur la commune sont des glissements de terrain.

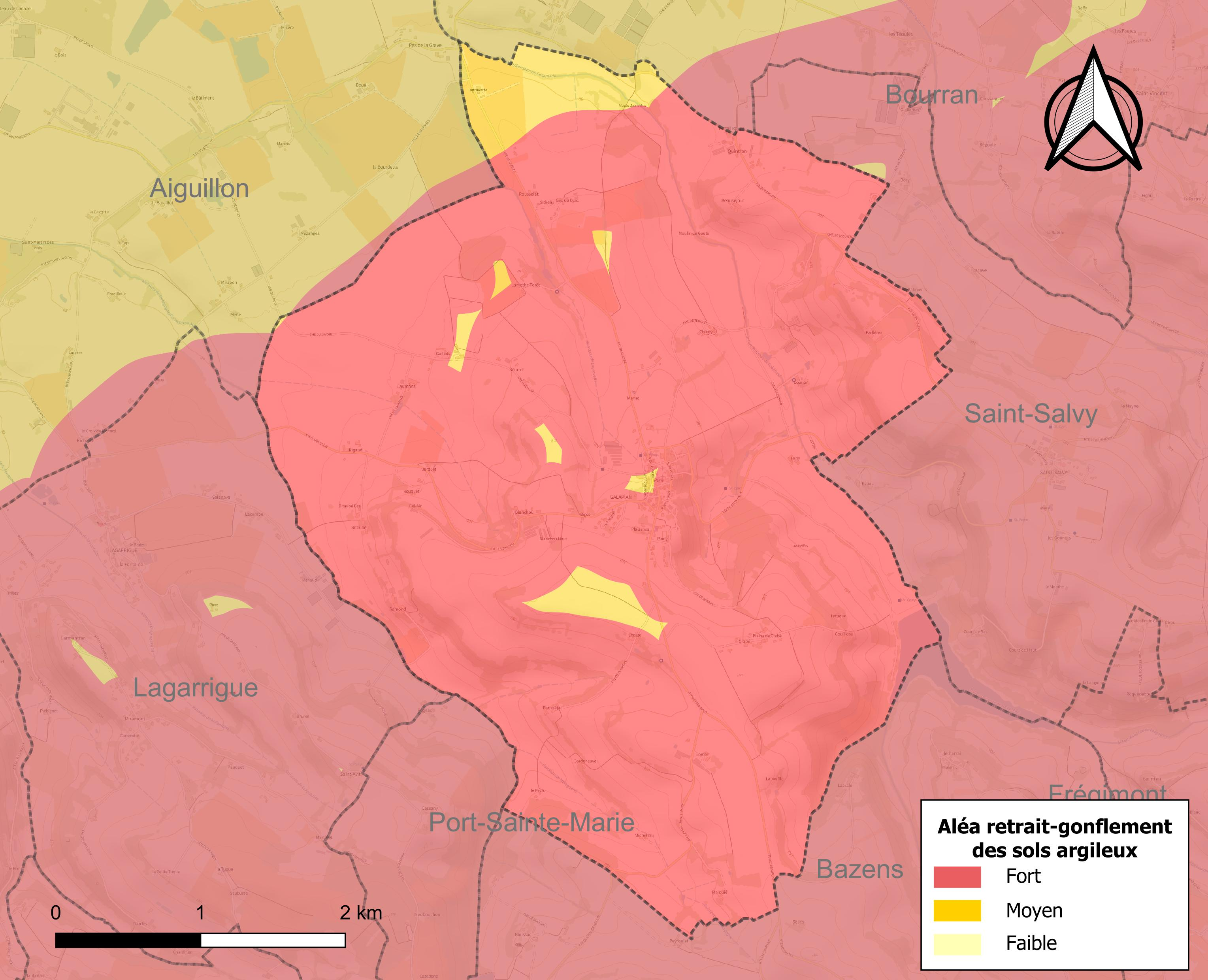
Carte des zones d'aléa retrait-gonflement des sols argileux de Galapian.

Le retrait-gonflement des sols argileux est susceptible d'engendrer des dommages importants aux bâtiments en cas d’alternance de périodes de sécheresse et de pluie. La totalité de la commune est en aléa moyen ou fort (91,8 % au niveau départemental et 48,5 % au niveau national). Depuis le 1er octobre 2020, en application de la loi ELAN, différentes contraintes s'imposent aux vendeurs, maîtres d'ouvrages ou constructeurs de biens situés dans une zone classée en aléa moyen ou fort,.
La commune a été reconnue en état de catastrophe naturelle au titre des dommages causés par les inondations et coulées de boue survenues en 1982, 1999, 2003, 2008, 2009 et 2020 et par des mouvements de terrain en 1999

## Toponymie
Le toponyme Galapian plaide pour une origine antique : « Le nom demeure obscur : on a suggéré un domaine gallo-romain appartenant à un certain Galapius (d'où Galapianum) mais ce nom n'est pas attesté ». « Dans le domaine gascon, on observe que "les noms de lieux suffixés en –anu(m) > an sont caractéristiques de la colonisation romaine. Ils ont été utilisés de la période «classique" jusqu’au temps des grandes invasions ».
Sans doute faut-il rapprocher la racine du toponyme Galapian de Galaup, toponyme de plusieurs lieux-dits ou cours d'eau du Lot-et-Garonne et du sud-ouest.
Malgré l'antiquité de son toponyme, il ne subsiste cependant aujourd'hui à Galapian aucun vestige antérieur au XIIe siècle, et la première mention du castrum de Galapian n'est pas antérieure au XIIIe siècle[réf. souhaitée].

## Histoire

### Moyen Âge

#### Castrum et paroisses
Le castrum de Galapian, est cité en 1259 parmi les possessions du seigneur Bernard de Rovignan, lors d’acte d’allégeance des seigneurs de l’Agenais au comte de Toulouse, Alphonse de Poitiers. Galapian est encore cité en 1271, dans le saisimentum, acte d’intégration de l’Agenais dans le domaine royal de France.
Le degré de destruction du castrum de Galapian durant la Fronde, en 1650, fait l'objet de débats.
La paroisse de Galapian est dédiée à saint Christophe. Elle possédait deux annexes : Notre-Dame de Quintran, à la limite Nord-Est de la paroisse, et Saint-Pierre de Pompejac, à la limite sud. Seule la paroisse Saint-Christophe subsiste de nos jours, ses deux annexes n’ayant par contre pas laissé de traces.
Il y avait depuis le Moyen Âge une église à Quintran, dédiée à Notre Dame, et citée le 15 janvier 1279 dans un acte de donation au roi d'Angleterre Édouard Ier d'une pièce de terre sise dans la paroisse de « Sainte-Marie de Giuntra », au diocèse d'Agen. Cette donation, et surtout le début de fondation d'une bastide qu'elle permettait, a donné lieu en 1281 à une procédure judiciaire entamée devant la cour de France par Bernard de Rovignan, seigneur de Galapian, à l’encontre du sénéchal du roi d’Angleterre, bénéficiaire de la donation,. Cette bastide fut donc mort-née.
Dès le début du XVIIe siècle, à l’issue des guerres de Religion, cette église était en ruine. En 1810 le conseil municipal demanda à aliéner l'église de Quintran, annexe sans titre légal, pour le produit être employé à réparer l'église de Galapian.
Pompejac occupe le haut d’une combe orientée Ouest-Sud-Ouest. La paroisse Saint-Pierre de Pompejac est citée dans les coutumes de 1268. Le seigneur Bernard de Rovignan, y possédait un bois qu’il réservait à son usage propre. Bien plus tard, au XVIIe siècle, l'église de Pompejac est une petite chapelle couverte et fermée, et « Cette église, est longue de 10 pas, large de 8. Il n'y a ni fonts, ni chrémière, ni registre: tout se fait à Galapian. ll ne se dit point la messe ici que pour le Patron et le mercredi des Rogations ».

#### Charte des coutumes
Le 12 février 1268, les habitants de Galapian se voient accorder par leur seigneur, Bernard de Rovignan (de Rovinha), une charte de « coutumes »,. La charte des coutumes de Galapian est écrite à l’origine en langue vernaculaire occitane, bien qu’elle ne nous en soit parvenue que sous forme d'une copie tardive, écrite en français et datée de 1487, date de la prestation de serment de Jehan de Stuer comme seigneur de Galapian.
Par défaut, le droit écrit y est d’application [§82], et référence est y faite aux coutumes d’Agen, portant sur des points de détail et des domaines divers [§52, 67, 72, 102 et 108].
Dans une certaine mesure, la charte des coutumes laisse entrevoir certaines composantes — « modernes » ou plus archaïques — de la population galapianaise d’alors :
- on ne compte pas moins de 50 « proux hommes »[Note 8] signataires de la charte, que l'on peut les considérer comme autant d’hommes libres et propriétaires fonciers[Note 9] ;
- par contre, « Plus que toute autre, la charte de Galapian garde cependant le souvenir de servitudes anciennes ; elle […] connait les fiefs d’hommage [§ 97] qui doivent être fort proches des tenures serviles »[43].

Du point de vue religieux, il est significatif qu’il n’est fait aucune mention de l’obligation d’être catholique pour être prud’homme et éligible au conseil. On peut donc en déduire que la population de Galapian ne comptait alors pas — ou plus — de juifs ou d’hérétiques. Galapian comptait cependant des exclus : une léproserie (degetaria) était située aux limites du territoire [$64].
Dans son paragraphe 5, la charte dispose que le conseil sera constitué chaque année de quatre prud’hommes, cooptés dans un lieu tenu secret par le conseil précédent. Une fois publiés les résultats de l’élection, ils s’imposent à tous sous peine d’une amende de cinquante sous arnaudins, due pour moitié au Conseil, pour moitié au Seigneur. Dans un délai de huit jours, tous les habitants de Galapian viennent faire serment devant le nouveau conseil des prud’hommes.
Les paragraphes 8 et 9 de la charte disposent que le Bayle est nommé par le seigneur, prête serment devant le conseil mais peut être révoqué à la demande du conseil s’il commet des fautes et ne s’en amende pas.

### Temps modernes

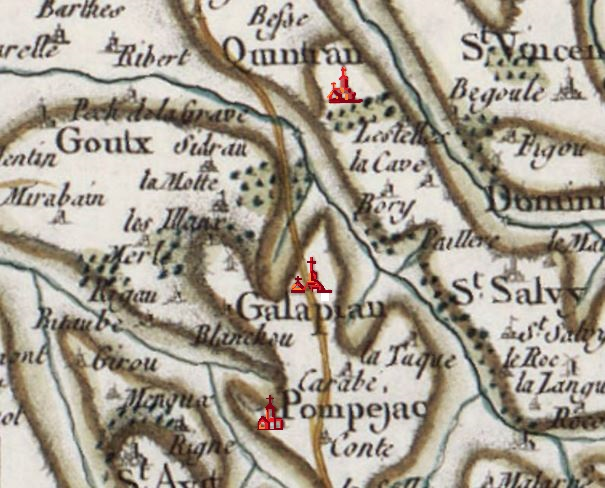
Détail de la carte de Cassini réalisée au XVIIIe siècle : paroisse de Galapian et ses annexes.

Galapian « pays de vignes et de blés » procurait depuis le XIIIe siècle une dîme importante et convoitée. Au XVIIe siècle, on relève que « la dîme de tous les fruits se paie au onzième. Le curé prend tout le revenu qui est exactement 6.000 livres (…) ».
Le 3 juillet 1772, une transaction est enregistrée devant notaire entre Messire Antoine Duroux, prêtre, docteur en théologie, curé de Galapian, de Notre-Dame de Quintran et Saint-Pierre de Pompéjac, ses annexes, et les paroissiens de Galapian, sur un procès pendant devant la Cour sénéchale d'Agen relativement à la dîme.
La seigneurie de Galapian est aux mains de deux familles qui ont leur importance au niveau de l’Agenais : la première au XIIIe siècle, les Rovignan, la seconde aux XVIe et XVIIe siècles, les Lusignans d’Agenais.
Entre ces deux épisodes, au XVe siècle, Galapian relève successivement de deux personnages appartenant à l’entourage immédiat du roi de France et qui sont singulièrement favorisés par ceux-ci : le premier, Jean Poton de Xaintrailles, est maréchal de France de Charles VII, le second, Jehan de Stuer (ou d'Estuer), est nommé sénéchal du Limousin par Louis XI, et épouse « du vouloir et consentement du roi », Catherine Brachet de Vendôme, veuve de Poton de Xaintrailles
Galapian passe ensuite aux mains de Guy de Stuer, ensuite au neveu et filleul de ce dernier, Guy de Brunet.
Le 24 septembre 1546, Gabrielle de Stuer, fille de Guy de Stuer, seigneur de Galapian, épouse, devant Gauteron, notaire royal à Galapian, Michel de Boudon, capitaine, écuyer, sieur de l'Hoste. Elle apporte en dot la terre de Pompejac, détachée de celle de Galapian. Les Boudons resteront seigneurs de Pompejac jusqu'à la fin de l'Ancien Régime.
C'est vers la même époque que Galapian passe aux mains des Lusignan d'Agenais, maison qui sera très impliquée dans les guerres de religion et de la fronde. Successivement :
- Jean de Lusignan, « lieutenant de robe courte » du sénéchal d'Agenais et de Gascogne, rend hommage le 16 mars 1539, au roi François Ier pour ses terres de Lusignan, de Galapian et de Clermont-Dessous ;
- Henri de Lusignan, fils du précédent, était l'un des chefs les plus braves et l'un des plus dévoués du parti protestant. Il fut gouverneur de la ville d'Agen, en 1578 pour Henri de Navarre, le futur roi Henri IV, dont il faisait partie du proche entourage ;
- François Ier de Lusignan, fils du précédent, consent vers 1610 une donation en faveur des habitants de Galapian faisant profession de la « religion prétendue réformée » ; Le roi Louis XIII le fait marquis en août 1618. En 1631, François de Lusignan passe avec les habitants de Galapian un accord portant sur les redevances seigneuriales[Note 14], mettant ainsi fin à un procès qui durait depuis 58 ans au Parlement de Bordeaux[55]. Quelques années plus tard, le marquis de Lusignan est condamné à mort par contumace par la chambre de l’Édit de Guyenne ; il est dégradé de noblesse et a pendant quinze jours son portrait pendu à une potence sur la place de la ville d'Agen ; ses maisons sont rasées, ses bois sont coupés au pied[52] ;
- François II de Lusignan, 2e marquis de Lusignan, est chargé tout d'abord de la direction générale des troupes levées par le Parlement. François de Lusignan passa ensuite au service du prince de Condé, et prend le commandement des révoltés d'Agenais. C'est à son époque, en 1650, que furent « renversés » les châteaux de Lusignan et de Galapian par le duc d'Epernon. Le 7 novembre 1652, François II de Lusignan signe l'acte de fondation d'une chapellenie à Galapian. Fait prisonnier et reconnu coupable du crime de lèse-majesté, il est condamné à mort le 15 novembre 1656 et décapité à la Réole[56] ;
- Pierre de Lusignan, frère cadet du précédent, baron de Galapian, est colonel au service des princes de Condé et de Conti durant les troubles de la Fronde. Il s'y illustre par une rare férocité[Note 15],[Note 16]. En Aquitaine, le sens péjoratif attaché au terme galapian a été renforcé par les atrocités commises par le baron de Galapian durant la Fronde : « les cruautés de ce seigneur furent un objet de terreur pour ses contemporains à ce point que son nom est resté légendaire dans la vallée du Lot comme dans le bassin de la Garonne et sur les rives du Gers où, pour désigner un mauvais drôle et un mauvais sujet on dit : c'est un Galapian ou un grand Galapian »[59]. Pierre de Lusignan, après une vie pleine de violences, meurt dans son lit, le 6 octobre 1692, à l’âge de 88 ans.

Parmi les derniers seigneurs de Galapian, il faut citer également les Balguerie, famille de commerçants protestants bordelais, originaire de Clairac. Pierre Balguerie senior épouse Suzanne Desclaux en 1627 au lieu-dit Farly. Le fils aîné de celui-ci, Pierre Balguerie junior, né en 1637, mort en 1717, à l’âge de 80 ans, était bourgeois et marchand de Galapian, et seigneur de Paillières. Pierre de Balguerie de Larmande, baron de Galapian, quitta la carrière des armes vers 1761, se maria et se retira au château de La Mothe-Forest,. Il prit part en 1789 aux assemblées de la noblesse tenues à Agen.

### Époque contemporaine
Après la révolution, Pompejac conserve son statut de commune, jusqu’à sa fusion avec la commune de Galapian, en mars 1839.
« Au commencement du règne de Louis XIII, les réformés construisirent un temple sur les terrains situés entre une rue et les fossés de la ville L'emplacement du temple et d'un cimetière contigu avait été donné par François de Lusignan ». « Le temple ne remplissant pas les conditions exigées par l’Édit de Nantes, fut démoli en exécution d'un arrêt du Conseil en date du 3 février 1673, obtenu à la requête et aux dépens de l'évêque d'Agen, Claude Joli ». La communauté protestante de Galapian se réduisit en effet, au point de ne plus représenter que 26 habitants sur les 639 recensés en 1851.

## Politique et administration

### Administration municipale
Le nombre d'habitants au dernier recensement étant compris entre 100 et 499, le nombre de membres du conseil municipal est de 11.

### Liste des maires
| Période                                  | Période   | Identité                   | Étiquette | Qualité     |
| ---------------------------------------- | --------- | -------------------------- | --------- | ----------- |
| 1792                                     | 1793      | Pierre Dumare              |           |             |
| 1793                                     | 1794      | Bernard Ressat             |           |             |
| 1794                                     | 1800      | Pierre Dumare              |           |             |
| 1800                                     | 1804      | X. Balguerie-Béraud        |           |             |
| 1804                                     | 1810      | Louis Foncade de Caubeyran |           |             |
| 1810                                     | 1815      | Jacques Raymond Chaudruc   |           |             |
| 1816                                     | 1825      | Mathieu Feuilherade        |           |             |
| 1825                                     | 1835      | Pierre Ressat              |           |             |
| 1835                                     | 1848      | Joseph Duprat              |           |             |
| 1848                                     | 1870      | Daniel Alfred Rontein      |           |             |
| 1870                                     | 1871      | Martial Capdegelle         |           |             |
| mars 1871                                | mai 1871  | Mathieu Desclaux           |           |             |
| mai 1871                                 | 1878      | François Martineau         |           |             |
| 1878                                     | 1900      | Bernard Florence           |           |             |
| 1900                                     | 1902      | Jean Joubes                |           |             |
| Les données manquantes sont à compléter. |           |                            |           |             |
| juillet 1999                             | Mars 2020 | Pierre Lapeyre             |           | Agriculteur |
| Mars 2020                                | En cours  | Georges Lebon              |           | Agriculteur |

## Population et société

### Démographie
L'évolution du nombre d'habitants est connue à travers les recensements de la population effectués dans la commune depuis 1793. Pour les communes de moins de 10 000 habitants, une enquête de recensement portant sur toute la population est réalisée tous les cinq ans, les populations de référence des années intermédiaires étant quant à elles estimées par interpolation ou extrapolation. Pour la commune, le premier recensement exhaustif entrant dans le cadre du nouveau dispositif a été réalisé en 2006.

En 2022, la commune comptait 334 habitants, en évolution de +4,38 % par rapport à 2016 (Lot-et-Garonne : −0,18 %, France hors Mayotte : +2,11 %).
| 1793 | 1800 | 1806 | 1821 | 1831 | 1836 | 1841 | 1846 | 1851 |
| ---- | ---- | ---- | ---- | ---- | ---- | ---- | ---- | ---- |
| 683  | 447  | 532  | 492  | 547  | 558  | 628  | 638  | 639  |

| 1856 | 1861 | 1866 | 1872 | 1876 | 1881 | 1886 | 1891 | 1896 |
| ---- | ---- | ---- | ---- | ---- | ---- | ---- | ---- | ---- |
| 616  | 587  | 617  | 592  | 566  | 566  | 543  | 504  | 461  |

| 1901 | 1906 | 1911 | 1921 | 1926 | 1931 | 1936 | 1946 | 1954 |
| ---- | ---- | ---- | ---- | ---- | ---- | ---- | ---- | ---- |
| 460  | 442  | 415  | 357  | 363  | 366  | 376  | 325  | 345  |

| 1962 | 1968 | 1975 | 1982 | 1990 | 1999 | 2006 | 2011 | 2016 |
| ---- | ---- | ---- | ---- | ---- | ---- | ---- | ---- | ---- |
| 332  | 313  | 277  | 254  | 230  | 286  | 302  | 336  | 320  |

| 2021 | 2022 | - | - | - | - | - | - | - |
| ---- | ---- | - | - | - | - | - | - | - |
| 325  | 334  | - | - | - | - | - | - | - |

Selon les données du recensement de 1836, la répartition par profession montre que les cultivateurs représentaient la moitié environ de la population active. Venaient ensuite, par ordre décroissant d'importance, les domestiques, les propriétaires, les professions du textile et de l’habillement (tisserands, tailleurs, fillasseurs, cordonniers, couturières pour les femmes), et, pour les hommes, les métiers du bâtiment (maçons, charpentiers, menuisiers), ou encore l’artisanat agricole (tonneliers, charrons, arayeurs, forgerons). 

Le recensement de 1872 mentionne la nationalité et la commune d'origine de chaque habitant de Galapian. À plus de 50 %, les habitants sont natifs de Galapian. Pour un quart, ils proviennent des communes environnantes du canton de Port-Sainte-Marie (soit Aiguillon, Bazens, Bourran, Clermont-Dessous, Frégimont, Lagarrigue, Nicole, Port-Sainte-Marie ou Saint-Salvy). À plus de 20 %, ils sont issus d'un autre canton du Lot-et-Garonne. Les autres département aquitains, les autres régions françaises, ainsi que les étrangers (des Espagnols) représentent moins de 5 % des origines.

### Enseignement
Galapian est située dans l'académie de Bordeaux.
La commune dispose d'une école élémentaire qui regroupe 17 élèves en 2014-2015 au sein du regroupement pédagogique intercommunal de Saint-Salvy, Frégimont, Galapian,.

### Santé
Le village ne dispose pas de services médicaux. Cependant, la commune d'Aiguillon située à 7,5 km, dispose d'un centre médical, de services infirmiers de soins à domicile, de cabinets de kinésithérapie et d'une antenne de Laboratoire de biologie médicale[réf. souhaitée].
Des multiples structures hospitalières sont disponibles dans la région proche, telles que le Centre Hospitalier d'Agen, à 38 km, la Clinique Esquirol Saint-Hilaire d'Agen, à 29 km, ou le Pôle de Santé du Villeneuvois, à Villeneuve-sur-Lot, à 39 km[réf. souhaitée].

### Médias
Le quotidien régional Sud Ouest donne les informations relatives à la commune.

## Économie

### Revenus de la population et fiscalité
En 2011, le revenu fiscal médian par ménage était de 25 996 €, ce qui plaçait Galapian au 23 146e rang parmi les 31 886 communes de plus de 49 ménages en métropole.

### Emploi
En 2012, la population âgée de 15 à 64 ans s'élevait à 209 personnes, parmi lesquelles on comptait 71,7 % d'actifs dont 63,9 % ayant un emploi et 7,8 % de chômeurs.
On comptait 49 emplois dans la zone d'emploi. Le nombre d'actifs ayant un emploi résidant dans la zone d'emploi étant de 136, l'indicateur de concentration d'emploi est de 35,8 %, ce qui signifie que la zone d'emploi offre seulement un emploi pour trois habitants actifs.

### Entreprises et commerces
Au 31 décembre 2012, Galapian comptait 38 établissements : 22 dans l’agriculture-sylviculture-pêche, 1 dans l'industrie, 7 dans la construction, 5 dans le commerce-transports-services divers et 3 étaient relatifs au secteur administratif.
En 2013, une entreprise a été créée à Galapian par un autoentrepreneur.

## Culture locale et patrimoine

### Lieux et monuments
La commune ne compte aucun monument ou objet répertorié à l'inventaire des monuments historiques,
 mais elle compte 15 lieux et monuments et six objets répertoriés à l'inventaire général du patrimoine culturel,.
- L’église paroissiale Saint Christophe date du XIIe siècle, pour ce qui est de sa nef et son chœur[80]. Elle constitue le seul élément d’architecture médiévale du village. Les deux nefs latérales, de deux travées chacune, sont voûtées de liernes et tiercerons, et doivent dater des environs de 1525, date à laquelle une chapellenie est fondée par Guy de Stuer, alors seigneur de Galapian[81]. L'église a eu beaucoup à souffrir du vandalisme huguenot[82]. Elle est inscrite à l'Inventaire général du patrimoine culturel[83].

### Personnalités liées à la commune
- Raymond de Galapian, notaire, secrétaire des consuls d’Agen au milieu du XIVe siècle[84]
- Blaise de Monluc (1500-1577), maréchal de France et mémorialiste. Il rapporte être passé par Galapian, lors de sa campagne de 1562 contre les protestants : « (…) Et nous acheminaſmes droit à Villeneufve d'Agenois & trouvaſmes le tout révolté. Puis vinſmes à un village nommé Gallapian près du port Sainte Marie & trouvaſmes auſſi le port Sainte Marie révolté ; car ces gens avoient fait leur entreprinſe de longue main. Ils eſtoient fort ſecrets.(…) »[85].
- François Denis, curé de Galapian au XVIIe siècle, était conseiller clerc au Parlement de Bordeaux et faisait sa résidence habituelle dans cette ville[86]
- Claude de Gélas ( -1630), curé de Galapian, archidiacre de Saint-Étienne et évêque d'Agen en 1609.
- Jacques Duvigneaud, chirurgien royal juré, né vers 1661 à Galapian; il fut chirurgien à Longwy où il abjura la religion calviniste en 1683, à l'hôpital de Stenay et chirurgien de la princesse Anne-Charlotte de Lorraine[87].
- Jean-Baptiste Pierre Balguerie de Blanchon (1731-1806), négociant colonial issu de la branche agenaise des Balguerie de Ramond, père de Jean-Isaac Balguerie (1771-1855) et Pierre Balguerie-Stuttenberg (1778-1825), hérite d'un grand domaine agricole à Galapian où il se retire, ruiné, en 1793.
- Pierre Mingand (1900-1982),  chanteur, pianiste et acteur. Il a vécu à Galapian de 1973 à sa mort[88].